# Монте-Сан-Бьяджо
Монте-Сан-Бьяджо (итал. Monte San Biagio) — коммуна в Италии, располагается в регионе Лацио, подчиняется административному центру Латина.
Население составляет 5991 человек, плотность населения составляет 91 чел./км². Занимает площадь 66 км². Почтовый индекс — 04020. Телефонный код — 0771.
Покровителем населённого пункта считается святой Власий. Праздник ежегодно празднуется 3 февраля.